# سالاسیئا ۱۲۰۳۴۷

سیارک ۱۲۰۳۴۷ (به انگلیسی: 120347 Salacia، نامگذاری:2004SB60)۱۲۰۳۴۷مین سیارک کشف شده‌است که در ۲۲ سپتامبر ۲۰۰۴ کشف شد.